# Meredith Baxter

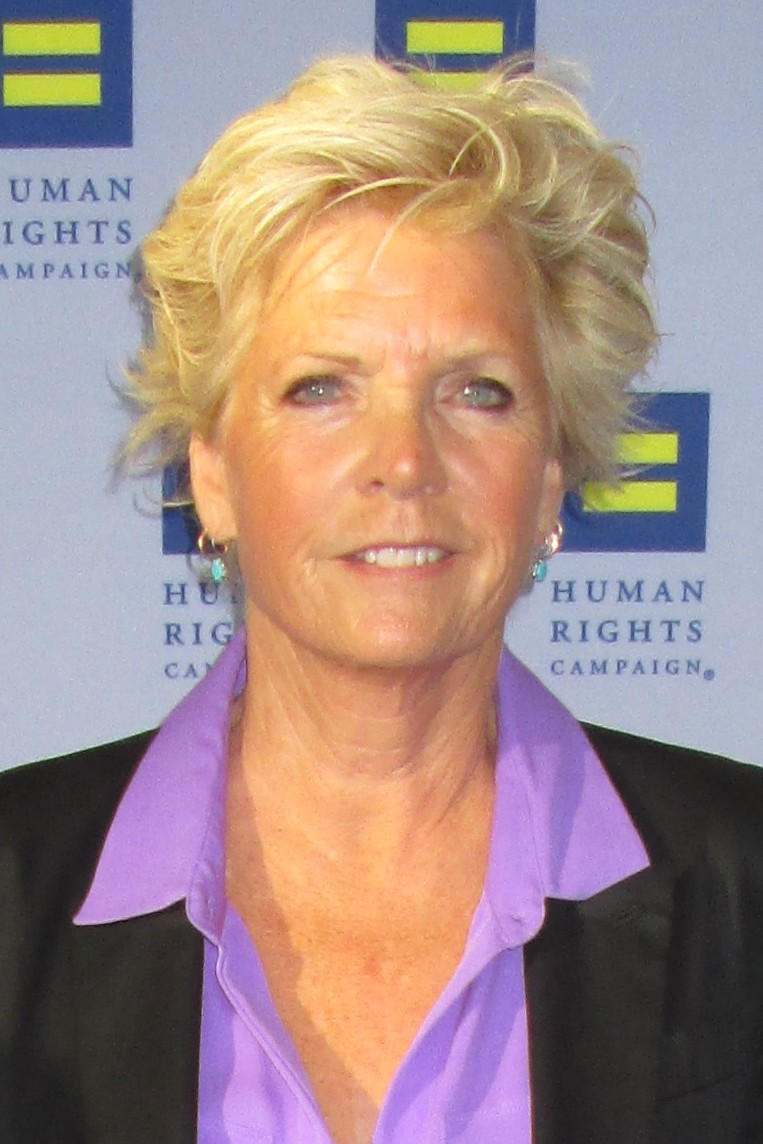
Meredith Baxter (2014)

Meredith Ann Baxter (* 21. Juni 1947 in South Pasadena, Kalifornien) ist eine US-amerikanische Schauspielerin.

## Karriere
Meredith Baxter absolvierte zunächst die Hollywood High School. Als Schauspielerin debütierte sie Anfang der 1970er Jahre in Fernsehserien wie Die jungen Anwälte und Die Partridge Familie. Im Horrorfilm Ben (1972) spielte sie eine der Hauptrollen. In den Jahren 1976 bis 1980 spielte sie eine der Hauptfiguren in der Fernsehserie Eine amerikanische Familie. Für diese Rolle wurde sie in den Jahren 1977 und 1978 für den Emmy Award nominiert. Von 1982 bis 1989 spielte sie sieben Staffeln und 171 Folgen lang in der erfolgreichen Familienserie Familienbande an der Seite von Michael J. Fox. In der Sitcom Chaos City hatte sie einen Gastauftritt als (ebenfalls) Mutter von Fox. Baxter spielte eine der größeren Rollen im Filmdrama Rape – Die Vergewaltigung des Richard Beck (1985), für das Richard Crenna den Emmy Award gewann und für den Golden Globe nominiert wurde.
Im Thriller Tödliche Gier (1990) spielte sie an der Seite von Malcolm McDowell und Meg Foster. Für die Darstellung der Doppelmörderin Betty Broderick im zweiteiligen Fernsehthriller Bis daß ein Mord uns scheidet (1992) erhielt Baxter die dritte Nominierung für den Emmy Award. Im Jahr 1996 war sie in der Fernsehserie The Faculty zu sehen. Im Thriller Der Feind in meinem Mann (2003) spielte sie an der Seite von Tara Reid.
Nach drei Nominierungen für den Emmy in der Primetime wurde Baxter 1994 und 2015 jeweils für ihre Darstellung in einer Daytime-Serie nominiert.
2012 veröffentlichte sie ihre Autobiografie Untied: A Memoir of Family, Fame, and Floundering.
In den Weihnachtsfilmen Naughty Or Nice (2012) und Becoming Santa (2015), die für das US-Fernsehen produziert wurden, spielte Baxter erneut an der Seite ihres Kollegen Michael Gross (Familienbande).

## Privatleben
Baxters Mutter war die Schauspielerin Whitney Blake. Baxter war von 1966 bis 1969 mit dem Schauspieler Robert Lewis Bush verheiratet, von 1974 bis 1989 mit dem Schauspieler David Birney (in dieser Zeit trug sie den Doppelnamen Baxter-Birney), mit dem sie vorher die Fernsehserie Bridget und Bernie gedreht hatte, und von 1995 bis 2000 mit dem Schauspieler und Drehbuchautor Michael Blodgett. Sie hat zwei Kinder aus der ersten Ehe und drei aus der zweiten Ehe. Baxter erklärte Anfang Dezember 2009 in den Medien, dass sie lesbisch sei. Dies sei eine Erkenntnis, die sie erst spät in ihrem Leben hatte. Seit Dezember 2013 ist sie mit ihrer langjährigen Lebenspartnerin Nancy Locke verheiratet.

## Filmografie (Auswahl)
- 1971: Die Assistenzärzte (The Interns, Fernsehserie, Folge 1x15)
- 1971: Doris Day in... (The Doris Day Show, Fernsehserie, Folge 3x26)
- 1971: Die Partridge Familie (The Partridge Family, Fernsehserie, Folge 2x14)
- 1972: Jede Stimme zählt (Stand Up and Be Counted)
- 1972: Ben
- 1972: Owen Marshall – Strafverteidiger (Owen Marshall: Counselor at Law, Fernsehserie, Folge 2x01)
- 1972–1973: Bridget und Bernie (Bridget Loves Bernie, Fernsehserie, 24 Folgen)
- 1973: Die Katzengöttin (The Cat Creature, Fernsehfilm)
- 1974: Barnaby Jones (Fernsehserie, Folge 2x15)
- 1974: Zur Adoption freigegeben (The Stranger Who Looks Like Me, Fernsehfilm)
- 1974: Wie ein Leben in der Hölle (The Invasion of Carol Enders, Fernsehfilm)
- 1975: Die Straßen von San Francisco (The Streets of San Francisco, Fernsehserie, Folge 4x06)
- 1975: Die Nacht, als die Marsmenschen Amerika angriffen (The Night That Panicked America, Fernsehfilm)
- 1975: McMillan & Wife (Fernsehserie, Folge 5x04)
- 1976: Novemberplan (The November Plan, Fernsehfilm)
- 1976: Die Unbestechlichen (All the President’s Men)
- 1976: Bittersüße Liebe (Bittersweet Love)
- 1976–1980: Eine amerikanische Familie (Family, Fernsehserie, 62 Folgen)
- 1977–1982: Love Boat (The Love Boat, Fernsehserie, 3 Folgen)
- 1978: Little Women (Miniserie, 2 Folgen)
- 1980: Geliebtes Land (Beulah Land, Miniserie, 3 Folgen)
- 1982–1989: Familienbande (Family Ties, Fernsehserie, 172 Folgen)
- 1985: Rape – Die Vergewaltigung des Richard Beck (The Rape of Richard Beck, Fernsehfilm)
- 1986: Heißhunger (Kate’s Secret, Fernsehfilm)
- 1987: Flucht ohne Ende (The Long Journey Home, Fernsehfilm)
- 1989: Mörderischer Trieb (She Knows Too Much, Fernsehfilm)
- 1990: Ehebruch – Einer war ihr nicht genug (Burning Bridges, Fernsehfilm)
- 1990: Tödliche Gier (Jezebel's Kiss)
- 1991: Stunden der Angst (Bump in the Night, Fernsehfilm)
- 1991: Die Rache einer Mutter (A Mother's Justice, Fernsehfilm)
- 1992: Bis daß ein Mörder uns scheidet (A Woman Scorned: The Betty Broderick Story, Fernsehfilm)
- 1993: Die Hölle in mir (Darkness Before Dawn, Fernsehfilm)
- 1994: Der Kampf ihres Lebens (For the Love of Aaron, Fernsehfilm)
- 1994: Der letzte Paß (One More Mountain, Fernsehfilm)
- 1994: Das steh ich durch (My Breast, Fernsehfilm)
- 1995: Deine Tochter und mein Mann (Betrayed: A Story of Three Women, Fernsehfilm)
- 1996: The Faculty (Fernsehserie, 13 Folgen)
- 1996: Jimmys Tod – Und was kam danach? (After Jimmy, Fernsehfilm)
- 1997: Das Geheimnis der Lady Adelon (The Inheritance, Fernsehfilm)
- 1997: Ein Gesicht so schön und kalt (Let Me Call You Sweetheart, Fernsehfilm)
- 1997: Wunden der Vergangenheit (Miracle in the Woods, Fernsehfilm)
- 1997: Chaos City (Spin City, Fernsehserie, 2 Folgen)
- 1999: Tückische Freundschaft – Die Rache einer Mutter (Down Will Come Baby, Fernsehfilm)
- 2001: Gerechtigkeit um jeden Preis (A Mother's Fight for Justice, Fernsehfilm)
- 2001: Mord im Orient-Express (Murder on the Orient Express, Fernsehfilm)
- 2003: Endgültig (Aftermath, Fernsehfilm)
- 2003: Der Feind in meinem Mann (Devil’s Pond)
- 2003: Eine himmlische Familie (7th Heaven, Fernsehserie, Folge 8x09)
- 2005: Das beinahe unspektakuläre Liebesleben des Ethan Green (The Mostly Unfabulous Social Life of Ethan Green)
- 2005: The Closer (Fernsehserie, Folge 1x06 Ein Date mit dem Tod)
- 2006: Brothers & Sisters (Fernsehserie, Folge 1x06)
- 2006–2007: Cold Case – Kein Opfer ist je vergessen (Cold Case, Fernsehserie, 5 Folgen)
- 2007: What About Brian (What About Brian?, Fernsehserie, Folge 2x17)
- 2008: News Movie (The Onion Movie)
- 2009–2011: Family Guy (Fernsehserie, 3 Folgen, Stimme von Elyse Keaton)
- 2010: Airline Disaster – Terroranschlag an Bord (Airline Disaster)
- 2011–2013: Dan Vs. (Fernsehserie, 5 Folgen)
- 2012/2015: Switched at Birth (Fernsehserie, 2 Folgen)
- 2013: Glee (Fernsehserie, Folge 4x22 Vom Finden der Liebe)
- 2013: The Neighbors (Fernsehserie, 2 Folgen)
- 2014: Schatten der Leidenschaft (The Young and the Restless, Fernsehserie, 18 Folgen)
- 2014–2015: Finding Carter (Fernsehserie, 10 Folgen)
- 2015: Becoming Santa (Fernsehfilm)
- 2015: Being Mary Jane (Fernsehserie, Folge 3x10)
- 2016: Code Black (Fernsehserie, Folge 2x05)
- 2019: Undateable John